# 주릉
주릉(周陵)은 고려 제10대 정종의 능이다. 2016년 6월 28일 조선민주주의인민공화국은 개성시 해선리 소재지에서 북동쪽으로 4km 떨어진 곳에서 1릉과 2릉 총 2개의 왕릉을 발견해 그중 1릉이 숙릉으로, 2릉이 주릉으로 확정되었다고 발표했다. 2릉(주릉)의 크기는 남북 3.56m·동서 3.38m·높이 2.2m이다.